# Château d'Olmet
Le château d'Olmet est un manoir du XIXe siècle, situé à Vic-sur-Cère dans le Cantal, près duquel se trouve un musée sur le mouvement des Croix de Feu.

## Description
Le site est situé sur une terrasse dominant agréablement la vallée de la Cère et située en vis-à-vis du château de Comblat dont il reprend un peu les volumes.
Le bâtiment comporte un pavillon à deux étages carrés et trois travées avec un comble à quatre pans à forte pente, une aile d'un étage avec un comble à la Mansard. Il y a aussi des communs.
L'ensemble a été construit à la fin du XIXe siècle dans un style classique de type Louis XIII.

## Historique
Olmet était une manse au XIIIe siècle : fazenda d'Olmeto et mansus de Vih da Olmet selon deux reconnaissances du seigneur de Vic à Carlat, datées de 1266. Elle appartenait à R. de La Garde, demeurant près du château de Vic, qui en fait reconnaissance en 1274, puis à Vivien La Garde, coseigneur de Vic, qui en rend hommage au vicomte de Carlat avec d'autres biens.

### La famille Benech
Cette villa a été construite par Martin Auguste Benech et son épouse Adèle Carbonnel. Ils sont laitiers en gros à Paris. Il est originaire de Thiezac, elle du Nord Aveyron et tout naturellement, fortune faite, il cherche à s'installer pour les vacances à Vic. Ils habitent 28 rue d'Assas à Paris. Ils achètent d'abord la ferme puis un vaste pré où ils font construire villa et maison de gardien. En 1907 Martin Auguste décède et Adéle Carbonnel va continuer à diriger les affaires d'une main ferme.

### Le Colonel de La Rocque
Contrairement à une légende, le château d'Olmet n'a jamais appartenu au Colonel de La Rocque dont la famille était originaire du village de La Rocque, sur la commune voisine de Saint-Clément.
La confusion provient du fait que François de La Rocque et sa famille y ont passé comme locataires quelques vacances d'été en 1937 et 1938,
Après la mort de quatre de ses enfants (dont deux aux commandes de leurs avions respectifs en 1940 puis en 1948) et la sienne des suites de sa déportation, le domaine a été acquis par la Fondation Jean Mermoz dite de "l'Aérium des Croix" - allusion notamment à la Croix du Sud" de Jean Mermoz, mais aussi aux sacrifices des deux fils du colonel de La Rocque, morts pour la France -. La vocation de cette Fondation fut précisément d'assurer des années cinquante aux années soixante dix l'accueil et l'hébergement d'enfants orphelins de pilotes de l'armée de l'air; puis la prise en charge d'enfants atteints de difficultés respiratoires.
Cette fondation présidée par la Maréchale Juin cessa son activité dans les années soixante dix, le bâtiment étant alors rétrocédé à la Sécurité Sociale afin d'ouvrir un foyer d'hébergement pour personnes handicapées.
Domaine privée
Le château est affecté depuis 1972 à un foyer d'hébergement pour travailleurs handicapés]
L'ESAT (ex CAT) où l'on pratique la menuiserie, l'apiculture, le cordage, la lingerie-buanderie-entretien et le conditionnement a été construit dans la zone d'activité de Vic en 2010.

## Le musée du Colonel de La Rocque ou la "Maison du Souvenir"
À côté du château, un peu en contre-haut, se trouve la chapelle Notre-Dame des Croix, fondée à l'initiative des amis du colonel François de La Rocque et la Fondation Jean Mermoz pour entretenir le souvenir des aviateurs tués au combat.
À proximité se trouve un musée qui a vu le jour à l'initiative des anciens membres du mouvement Croix de Feu puis du Parti social français (PSF) et grâce aux nombreux dons qu'ils ont faits, a été inauguré le 1er juin 1964. Ses collections n'ont cessé de grossir : des drapeaux, des fanions, des livres d'or de sections, des affiches, des assiettes aux couleurs du PSF, toutes sortes d'objets souvenirs disparates. À partir des années 1980, précise Hugues de La Rocque, petit-fils du Colonel, de nombreux documents, correspondances, journaux, affiches, photos ont été envoyés aux Archives nationales, à Paris, car « les historiens voulaient faire des recherches, mais ne voulaient pas se déplacer dans le Cantal ». Avec la disparition des derniers partisans de François de La Rocque le musée a depuis fermé ses portes.